# Herman Li
Herman Li (em chinês: 李康敏, pinyin: Lǐ Kang Mǐn; 3 de outubro de 1976, Hong Kong) é o guitarrista e fundador da banda de power metal DragonForce e ex-guitarrista da banda de black metal Demoniac.

## Carreira
Em 1999, Herman entrou para a banda de black metal Demoniac, e, a partir disso, a banda começou a ter uma sonoridade mais voltada para o power metal, com adição de seus solos rápidos. Nesse ano, a banda lançou o álbum "The Fire and the Wind", o seu primeiro álbum como guitarrista da banda, junto com Sam Totman. Em 1999, a banda chegou ao fim, e ele, mais todos os integrantes da banda (exceto Lindsay Dawson) fundaram o Dragonforce, junto com ZP Theart. É atualmente guitarrista da banda DragonForce, já chamada anteriormente de DragonHeart, porém, eles tiveram de mudar o nome por causa do filme Dragonheart e por causa da banda brasileira Dragonheart. É um dos integrantes que permanece até hoje da banda DragonForce.

## Vida pessoal
Herman Li nasceu em Hong Kong no dia 3 de outubro de 1976. Os interesses dele fora da música são a tecnologia de computadores e artes marciais (ele pratica jiu-jitsu brasileiro e MMA). Ele fala fluentemente três línguas: cantonês, francês e inglês.

## Influências
Herman tira influências de músicas de videogame e utiliza muitos sons de jogos, desde os clássicos da década de 1980, os arcade da década de 1990, até os atuais de PC. É possível reconhecer vários sons de Pac-Man na faixa "Through The Fire And Flames" do álbum Inhuman Rampage. Em "Black Fire", o meio dos solos tocados é semelhante à primeira parte do tema de Double Dragon.
Em um dos solos de "My Spirit Will Go On" também é possível notar possível influência do jogo Donkey Kong (da parte em que o personagem passa de fase e faz um solo em uma guitarra). Esse mesmo trecho também pode ser escutado no meio do solo de Once in a Life Time com ligeira variação.

## Realizações
Com o álbum de 2004, Sonic Firestorm, Herman ganhou o Dimebag Darrell Guitar Award Young para melhor shredder no 2005 Hammer of Metal Golden Gods Award. Também nomearam DragonForce para melhor faixa do Reino Unido. Junto com Sam Totman, Herman ganhou quatro categorias, recentemente os Leitores da revista Guitar World votaram para 'Melhor Talento Novo' de 2007 (ganhando antes das 70%), 'Melhor Metal', 'Melhor Riff e 'Melhores Shredds.
Em 2006, a marca de guitarras Ibanez fabricou a guitarra Ibanez E-Gen, modelo de assinatura de Herman Li.
Em 2007, ele recebeu um convite para tocar como convidado especial com lenda da guitarra Steve Vai ao Ibanez Jem/RG Model 20º espetáculo de Aniversário em Hollywood, Califórnia. Como tocou com Steve Vai, Herman compartilhou a fase na noite todo o evening star com heróis da guitarra como Joe Satriani, Paul Gilbert, Tony MacAlpine e Andy Timmons.

## Prêmios e indicações[2]
- Metal Hammer Golden Gods 2009 – Best Shredder Award
- Grammy Awards 2009 – Best Metal Performance (Banda “DragonForce”) - Indicado
- Guitar World Reader’s Poll 2007 – Best New Talent (vencedor com 70% dos votos)
- Guitar World Reader’s Poll 2007 – Best Metal
- Guitar World Reader’s Poll 2007 – Best Riff
- Total Guitar Reader’s Poll 2007 – Best Solo “Through the Fire and Flames”
- Terrorizer Reader’s Poll 2006 – Best Band (Com “DragonForce”)
- Terrorizer Reader’s Poll 2006 – Best Musician
- Terrorizer Reader’s Poll 2006 – Best Live Act (Com “DragonForce”)
- Metal Hammer Golden Gods 2005 – Best Shredder Award
- Guitar World Magazine – 50 fastest guitarists

## Equipamento atual

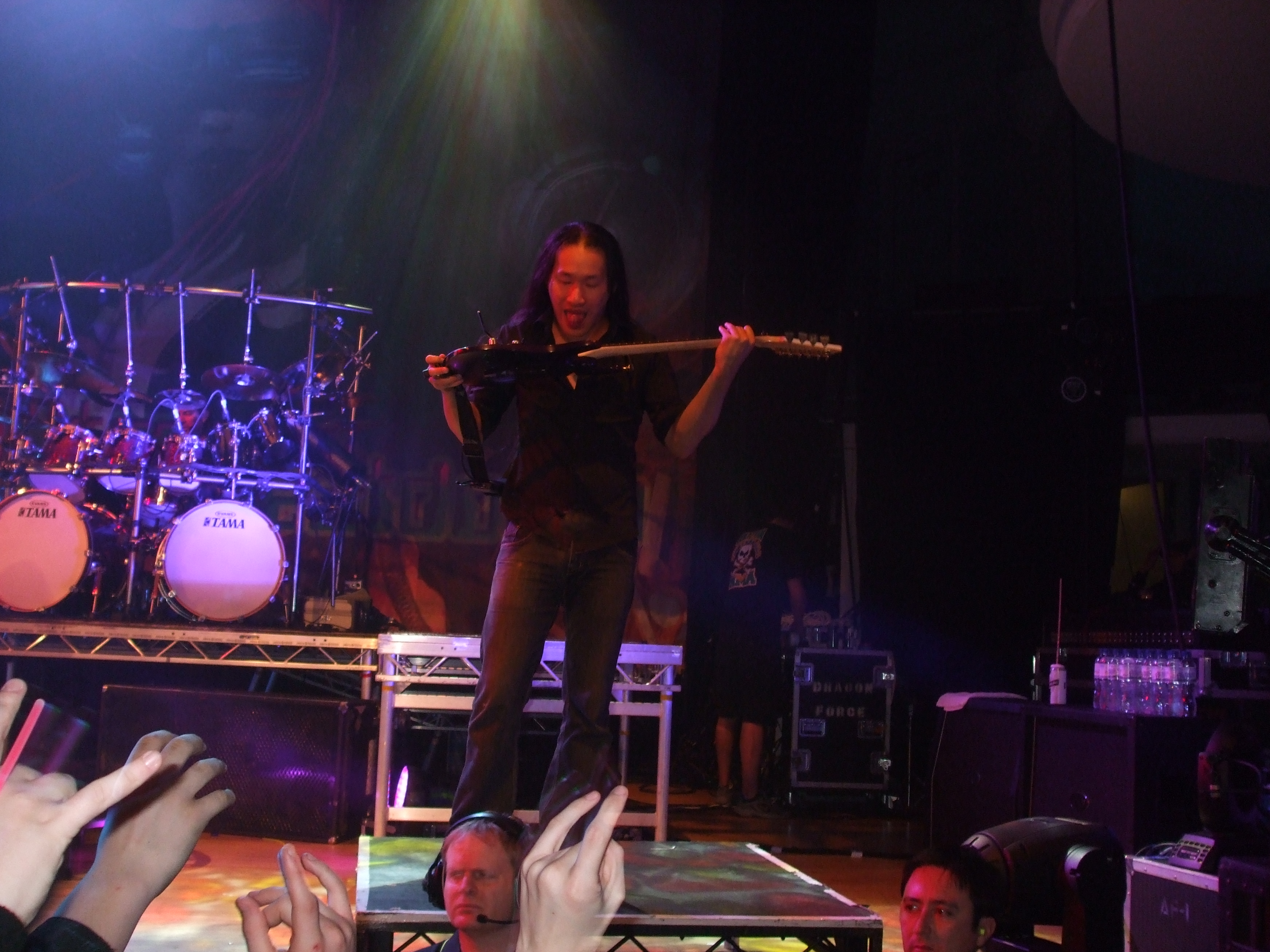
Herman Li expondo uma guitarra.

### Guitarras e acessórios
- Ibanez E-Gen - o EGEN18 Herman Li Signature Model
- Ibanez 7 cordas - 540S7BK
- Ibanez 6 cordas - S5470
- ibanez 6 cordas - S2120XAV
- Ibanez Acústica
- DiMarzio Pickups (HLM - Braço, Meio, Ponte)
- encordamento D'Addario
- Quad Guitar X-400

### Amplificações, mastreação setup & misc
- Rocktron Prophesy II
- Rocktron All Access LTD Edition
- Rocktron MÍDI Companheiro
- Hot HandMesa Boogie Stereo 2:Fifty Power Amp (x2)
- Peavey 4x12 Speaker Cabinets
- MIDIjet Profissional Sistema de Mídi Sem fios
- DigiTech Whammy 2
- Dunlop Cry Baby DCR-2SR
- Ibanez WD-7
- Rocktron Patch Mate Loop 8
- Rocktron Xpression
- Rocktron Intellifex XL
- Korg DTR-2000